# Entropie statistică
Entropia statistică este o noțiune introdusă de Ludwig Boltzmann în 1870 și definită de formula {\displaystyle S=k_{B}\ln \Omega \!}. Pentru a o defini, se consideră un sistem macroscopic, cu o anumită macrostare, și se numerotează microstările corespunzătoare prin 1, 2, ..., i, ...; probabilitatea ca sistemul să se afle în starea i este wi. 
Deoarece nu se precizează condițiile concrete în care se află sistemul, valorile probabilităților wi nu se cunosc; singurul lucru cunoscut este condiția de normare {\displaystyle {\sum _{i}^{\mathrm {} \;\mathrm {} }w_{i}}=1}. 
În locul sistemului dat, se consideră un ansamblu format dintr-un număr mare de sisteme identice, fiecare având aceleași probabilități wi de a se afla în microstarea i. Numărul de microstări ale ansamblului corespunzator situației în care n1 sisteme se află în starea 1, n2 sisteme se află în starea 2, etc, adică ponderea statistică Ωn este:
Ωn={\displaystyle {\frac {n!}{n_{1}!n_{2}!...n_{i}!...}}}. 
Cu alte cuvinte, Ωn reprezintă numărul de moduri în care se poate realiza distribuția particulară (n1, n2, etc). 
Conform definiției lui Boltzmann, rezultă că entropia ansamblului considerat anterior este dată de expresia: {\displaystyle S=k_{B}\ln \Omega \!=k_{B}\ln \ {{\frac {n!}{n_{1}!n_{2}!...n_{i}!...}}=k_{B}(lnn!-{\sum _{i}^{\mathrm {} \;\mathrm {} }n_{i}!)}}}. 
Folosind formula lui Stirling: ln n!=n ln n - n, si ca 
{\displaystyle {\sum _{i}^{\mathrm {} \;\mathrm {} }n_{i}!}=n}, și de asemenea relația Sn=nS, expresia de mai sus devine: 
{\displaystyle S=-k_{B}\,\sum _{i}w_{i}\ln \,w_{i}}